# Victoria Saravia
María Victoria Saravia Delgado (Melo, 20 de abril de 1986) es una modelo y personalidad de televisión uruguaya.

## Biografía
Nació el 20 de abril de 1986 como hija de Villanueva Saravia y su primera esposa, Rosario Delgado.Su padre –quien falleció cuando ella tenía doce años– fue un reconocido político que sirvió como Intendente del Departamento Cerro Largo entre 1995 y 1998. Es trastataranieta de Aparicio Saravia, caudillo histórico del Partido Nacional.
En abril de 2012 fichó como conductora del programa deportivo de Fox Sports, Fútbol para Todos, tras la salida de Cecilia Bonelli. Ese año participó en la sitcom de Canal 10, Bienes gananciales. En 2013 fichó como panelista en el programa de espectáculos Intratables, conducido por Santiago del Moro y emitido por América TV. En agosto de ese año se sumó al panel del programa matinal Desayuno americano.
En 2014 fue una participante en el concurso Bailando por un sueño dentro del programa Showmatch; su pareja de baile fue Gonzalo Gerber, y fueron eliminados en la primera gala. En enero de 2015 lanzó en Punta del Este su marca de ropa She’s Da Boss.
En 2016 se mudó a Nueva York para seguir con su carrera de modelo, trabajando en primer lugar para State Management y luego para Aperture de Wilhelmina Models. A su vez, ese año debutó en el cine, al formar parte del reparto de la película El muerto cuenta su historia, que participó en el Festival Internacional de Cine Fantástico de Bruselas. En 2017 lanzó junto a una amiga, Vintage Reformation, una marca de moda sustentable.
En 2021 participó en la segunda temporada de MasterChef Celebrity Uruguay, siendo la décima eliminada del certamen.

## Televisión
| Programas | Programas                        | Programas  | Programas                     |
| Año       | Título                           | Canal      | Rol                           |
| --------- | -------------------------------- | ---------- | ----------------------------- |
| 2012      | Fútbol para Todos                | Fox Sports | Coconductora                  |
| 2013      | Intratables                      | América TV | Panelista                     |
| 2013      | Desayuno americano.              | América TV | Panelista                     |
| 2014      | Bailando por un sueño            | Canal 13   | Participante; 1.ª. Eliminada  |
| 2021      | MasterChef Celebrity Uruguay     | Canal 10   | Participante; 10.ª. Eliminada |
| Ficciones |                                  |            |                               |
| Año       | Título                           | Canal      | Personaje                     |
| 2012      | Bienes gananciales               | Canal 10   |                               |
| 2014      | Camino al amor                   | Telefe     | Karina                        |
| 2015      | Viudas e hijos del rock and roll | Telefe     | Cameo; ella misma             |
| 2016      | La última hora                   | TV Pública | Solange                       |

## Vida personal
Saravia mantuvo una relación con el futbolista de Peñarol, Carlos Bueno entre 2007 y 2010.
Entre 2011 y 2012 mantuvo una relación con Diego Forlán. A mediados de 2012 Saravia comenzó a salir con el futbolista argentino Pablo Mouche. Sin embargo, a fines de 2013 se confirmó sus separación. Durante 2014 mantuvo un noviazgo con el empresario Lucas Vivo García Lagos.
En 2018 inició una relación sentimental con el dj Manuel Desrets, pero a fines de 2019 se separaron. Sin embargo, en 2021 retomaron la relación. El 19 de mayo de 2024 anunciaron mediante sus redes sociales que estaban esperando un hijo. El 24 de noviembre, nació Lío.